# Городницкий фарфоровый завод
Городницкий фарфоровый завод (укр. Городницький фарфоровий завод) — промышленное предприятие в посёлке городского типа Городница Житомирской области, прекратившее производственную деятельность. ГФЗ являлся одним из крупнейших предприятий по выпуску фарфора в Украине и во всём СССР.

## История
Фарфоровый завод в селении Городница Новоград-Волынского уезда Волынской губернии был построен князьями Чарторыйскими в 1799 году и в дальнейшем получил известность.
После Октябрьской революции 1917 года предприятие было национализировано, во время гражданской войны завод пострадал, но после окончания боевых действий вместе с другими предприятиями стекольной и фарфоро-фаянсовой промышленности был передан в ведение Главного комитета стекольно-фарфоровой промышленности ВСНХ, восстановлен и возобновил работу под наименованием Городницкий фарфоровый завод имени Коминтерна. В ходе индустриализации СССР началось техническое перевооружение предприятия.
В ходе боевых действий Великой Отечественной войны и немецкой оккупации завод был выведен из строя и полуразрушен, но после окончания войны в соответствии с четвёртым пятилетним планом восстановления и развития народного хозяйства СССР — восстановлен и вновь введён в эксплуатацию.
В послевоенное время завод развивался в кооперации с ленинградским всесоюзным научно-исследовательским институтом фарфоро-фаянсовой промышленности, в производственные процессы были внедрены новые технологии.
По состоянию на начало 1980 года, завод специализировался на изготовлении чайных сервизов, предметов столовой посуды и скульптуры малых форм. Продукция завода поставлялась на экспорт, художественные изделия работы нескольких мастеров завода экспонировались на всесоюзных международных выставках.
В советское время завод являлся одним из ведущих предприятий фарфоро-фаянсовой промышленности СССР и главным предприятием Городницы, на балансе предприятия находились объекты социальной инфраструктуры. Работы Городницкого фарфорового завода экспонировались на выставках в Германии, Бельгии и Чехии.
После провозглашения независимости Украины государственный завод был преобразован в коллективное предприятие.
Вступление Украины в ВТО в мае 2008 года (с последовавшим увеличением импорта в страну готовых фарфоровых изделий) и начавшийся в 2008 году экономический кризис осложнили деятельность завода. В июле 2008 года предприятие остановило работу. Попытка привлечь к восстановлению завода инвесторов из Италии оказалась неуспешной.
В январе 2010 года началась процедура банкротства завода. По состоянию на начало февраля 2011 года, завод не функционировал, общая сумма кредиторской задолженности предприятия составляла 5,9 млн. гривен. Поскольку на предприятии не принимались соответствующие меры по взысканию дебиторской задолженности и погашению долгов, а бездействие руководства привело к отчуждению имущества и разрушению завода 19 января 2012 года хозяйственный суд Житомирской области признал завод банкротом и начал процедуру ликвидации предприятия.

## Городницкие фарфористы
- 1930-е — ведущими мастерами завода являлись скульпторы Раиса Марчук и Юхим Гаврилюк, отметившиеся выпуском настольных скульптур.
- 1940-е — на смену мастерам 1930-х годов приходят фарфористы Александр и Тамара Крыжановские, а также художник Зинаида Мосийчук, которые работали в жанровой и анималистической скульптуре.
- 1950-е — особую популярность в народе завоевали городницкие фарфоровые статуэтки украинского скульптора Владислава Щербины и анималистические работы московского скульптора Алексея Цветкова, которые пришли работать на завод в начале пятидесятых годов[2][11][12].

Существенное количество городницких работ, выпущенных с 1799 по 2012 годы, до сих пор остаются неатрибутированными. Их наименования, имена и биографии авторов неизвестны и не были введены в научный оборот.